# Fédération de football du Belize
La Fédération de football du Belize (Football Federation of Belize ; F.F.B.) est une association regroupant les clubs de football du Belize et organisant les compétitions nationales et les matchs internationaux de la sélection du Belize.
La fédération nationale du Belize est fondée en 1980. Elle est affiliée à la FIFA depuis 1986 et est membre de la CONCACAF depuis 1992.